# Pholcus longiventris
Pholcus longiventris är en spindelart som först beskrevs av Simon 1893.  Pholcus longiventris ingår i släktet Pholcus och familjen dallerspindlar. Inga underarter finns listade i Catalogue of Life.